# Paul Brodowsky
Paul Brodowsky  (* 1980 in Kiel) ist ein deutscher Autor, Dramatiker und Literaturwissenschaftler.

## Leben
Brodowsky ist jüngstes von sieben Kindern von Horst Brodowsky, erem. Professor für Technische Chemie an der Universität Kiel.
Brodowsky studierte von 1999 bis 2005 Kreatives Schreiben und Kulturjournalismus an der Universität Hildesheim. Dort gründete er gemeinsam mit Wiebke Späth die Literaturzeitschrift BELLA triste, deren Mitherausgeber er bis 2004 war. Außerdem war er Mitglied der künstlerischen Leitung des Literaturfestivals PROSANOVA 2005. 2001 bis 2007 hatte Brodowsky Lehraufträge an der Universität Hildesheim im Bereich „Kreatives Schreiben“; seit 2007 ist er wissenschaftlicher Mitarbeiter für Forschung und Lehre der Gegenwartsliteratur und ihrer Vermittlung, arbeitet außerdem an einer Promotion über „Konzeptions- und Planungsprozesse beim Roman“. Im Juni 2006 nahm Brodowsky am Klagenfurter Ingeborg-Bachmann-Preis teil. Der Autor lebt in Berlin.

### Theaterarbeit
Im Frühjahr 2006 wurde sein erstes Theaterstück „Stadt, Land, Fisch“ an den Münchener Kammerspielen in einer Werkstattinszenierung in der Regie von Laurent Chetouane gezeigt. Im März 2008 hatte sein zweites Stück "Dingos" am Münchner Volkstheater Premiere (Regie: Philipp Jescheck). Im Mai 2008 lief auf den Wiener Festwochen Brodowskys Bearbeitung von William Shakespeares "Troilus und Cressida", die anschließend in den Spielplan der Münchner Kammerspiele übernommen wurde. Regie führte hier Luk Perceval, in den Titelrollen spielten Julia Jentsch und Oliver Mallison. Brodowskys drittes Stück "Regen in Neukölln" wurde 2008 zum Stückemarkt des Berliner Theatertreffens eingeladen und am Thalia Theater in Hamburg gezeigt. Seit Beginn der Spielzeit 2012/13 ist er Hausautor am Theater Freiburg.

### Trivia
2008 ließ der Autor Boris Fust in seinem Roman über die Generation Praktikum, Zwölf Stunden sind kein Tag, eine Figur ein Buch von Brodowsky lesen, die anschließend „eineinhalb Seiten lang in dessen Sprache […] denkt“.

## Veröffentlichungen

### Prosa
- Milch Holz Katzen. Suhrkamp, Frankfurt am Main 2002, ISBN 3-518-12267-3
- Die blinde Fotografin. Erzählungen Suhrkamp, Frankfurt am Main 2007, ISBN 3-518-41874-2[3]

### Herausgaben
- Mikrofilm #09. Literarische Erkundungen zu Dokumenten aus dem Leo Baeck Institute, Edition Paechterhaus Hildesheim 2009, ISBN 978-3-941392-11-3
- Weltliteratur II. Vom Mittelalter zur Aufklärung. Hrsg. von Hanns-Josef Ortheil, Paul Brodowsky und Thomas Klupp. Hildesheim 2009
- Weltliteratur I. Von Homer bis Dante. Hrsg. von Hanns-Josef Ortheil, Paul Brodowsky und Thomas Klupp. Hildesheim 2008
- BELLA triste. Zeitschrift für Junge Literatur. Nr. 0-9 (2001–2004)

### Theaterstücke
- Stadt, Land, Fisch
- Dingos (Münchner Volkstheater 2008, Berliner Schaubühne 2010)
- Troilus und Cressida (nach W. Shakespeare, Wiener Festwochen 2008)
- Lüg mir in mein Gesicht (Theater Freiburg 2010, Regie: Christoph Frick)
- Gleis 11 (Münchner Kammerspiele 2010, gemeinsam mit Christine Umpfenbach Regie: Christine Umpfenbach)
- Regen in Neukölln (Schaubühne am Lehniner Platz, Berlin 2011, Regie: Friederike Heller)
- Spurensuche Grafeneck (Theater Freiburg 2012, gemeinsam mit Stephan Nolte und Ruth Feindel Regie: Stephan Nolte)

### Hörspiele
- Stadt, Land, Fisch (nach dem gleichnamigen Theaterstück; WDR 2007)
- Endstation Wüste (nach dem Theaterstück "Dingos"; WDR 2008)

## Auszeichnungen
- Preisträger Treffen Junger Autoren 1999
- Arbeitsstipendium Land Niedersachsen 2003
- Jahresstipendium Deutscher Literaturfonds 2005
- Writer in Residence des Deutschen Hauses der New York University 2005
- Förderpreis zum Nicolas-Born-Preis 2006
- Förderpreis zum Inselschreiber-Stipendium der Sylt-Quelle 2007
- Johannes-Poethen-Stipendium des Stuttgarter Schriftstellerhauses 2007
- Publikumspreis der Hamburger Autorentheatertage 2008 für Regen in Neukölln
- Preis der Frankfurter Autorenstiftung 2008 (gemeinsam mit Anne Krüger)
- Dreimonatiges Aufenthaltsstipendium der Villa Aurora 2008
- Dreimonatiges Aufenthaltsstipendium des Landes Niedersachsen im Künstlerhof Schreyahn 2009

### Porträts
- Porträt des Österreichischen Rundfunks
- Porträt beim Suhrkamp/Insel-Verlag
- Porträt bei schaefersphilippen